# HD155375
HD155375 — хімічно пекулярна зоря спектрального класу A1, що має видиму зоряну величину в смузі V приблизно  6,6.
Вона  розташована на відстані близько 380,6 світлових років від Сонця.

## Фізичні характеристики
Зоря HD155375 обертається 
порівняно повільно 
навколо своєї осі. Проєкція її екваторіальної швидкості на промінь зору становить  Vsin(i)= 33км/сек.